# Tite (huấn luyện viên)
Adenor Leonardo Bacchi (sinh ngày 25 Tháng 5 năm 1961), thường được gọi là Tite (phát âm tiếng Bồ Đào Nha: [ˈtʃitʃ(i)]), là một huấn luyện viên chuyên nghiệp người Brazil.
Tite bắt đầu sự nghiệp vào năm 1978 cho CLB Caxias. Từ năm 1984 để năm 1989, ông chơi cho Esportivo de Bento Gonçalves, và cho Guarani, mà ông đã đạt được danh dự vĩ đại nhất trong sự nghiệp cầu thủ của mình. Ở tuổi 27, ông đã kết thúc sự nghiệp cầu thủ của mình do chấn thương đầu gối khiên ông không thể di chuyển.
Sau khi từ giã sự nghiệp cầu thủ, Tite trở thành huấn luyện viên của Grêmio Atlético Guarany năm 1991. Từ năm 1992 đến năm 1995, ông làm huấn luyện viên của Veranópolis. Năm 1996, ông chuyển đến Ypiranga de Erechim, rồi Juventude năm 1997. Ông đã trở lại Caxias năm 1999 trên cương vị huấn luyện viên. Ở đó, ông đã giúp đội giành chức vô địch cúp Quốc gia Brazil năm 2000 sau khi đánh bại Grêmio Foot-Ball Porto Alegrense có Ronaldinho trong đội hình.
Do thành tích tuyệt vời với CLB Caxias, tiếp theo ông trở thành huấn luyện viên của Grêmio trong năm 2001, ở lại đây cho đến năm 2003, nơi ông đã giành Cúp Quốc gia Brazil 2000 và vô địch Brazil năm 2001. Sau Gremio, Tite chuyển đến São Caetano năm 2003, Corinthians năm 2004, Atietico Mineiro năm 2005, Palmeiras năm 2006, Al Ain của UAE năm 2007 và Internacional từ 2008 đến năm 2009 nơi mà ông vô địch Copa Sudamericana năm 2008 và Campeonato Gaúcho năm 2009. Cuối năm 2010, ông dẫn dắt CLB Al Wahda (UAE), nhưng chỉ đến tháng sau, ông chia tay để trở về với CLB Corinthians.
Với Corinthians, Tite giành danh hiệu huấn luyện viên Brazil xuất sắc nhất năm 2011, Copa Libertadores năm 2012, FIFA Club World Cup 2013 (sau khi đánh bại Chelsea),  Campeonato Paulista và Recopa Sudamericana năm 2013. Ngày 14 tháng 11 năm 2013, Tite thông báo sẽ chia tay câu lạc bộ. Sau lần chia tay đó, Tite quay lại Corinthians năm 2015, nơi ông đã vô địch Campeonato Brasileiro Série A năm đó với chiến dịch thành công nhất trong lịch sử.
Tháng 6 năm 2016, Tite thông báo là ông đã trở thành tân huấn luyện viên trưởng của đội tuyển Brasil, với mục tiêu đưa đội tuyển Brazil trở thành đội thứ hai đủ điều kiện tham dự FIFA World Cup 2018 sau chủ nhà Nga. Sau cả hai kỳ World Cup 2018 và World Cup 2022 không thành công, Tite đã nói lời chia tay đội tuyển Brasil.

## Sự nghiệp câu lạc bộ
Tite bắt đầu sự nghiệp chơi bóng của mình vào năm 1978 cho CLB Caxias. Năm 1984, ông chơi cho Esportivo de Bento Gonçalves. Năm 1985, ông chơi cho Portuguesa. Từ năm 1986 đến năm 1988, ông chơi cho Guarani, trong đó anh đã đạt được danh hiệu lớn nhất trong sự nghiệp cầu thủ của mình, là một phần của đội hình kết thúc với tư cách là á quân Campeonato Brasileiro Série A năm 1985, Copa União năm 1987 và Giải vô địch bang São Paulo năm 1988. Tuy nhiên, sự nghiệp của ông đã kết thúc sớm ở tuổi 27 do chấn thương đầu gối liên tiếp, khiến ông mất khả năng di chuyển.

## Sự nghiệp huấn luyện

### Khởi đầu
Sau khi từ giã sự nghiệp cầu thủ, Tite trở thành huấn luyện viên của Grêmio Atlético Guarany năm 1991. Từ năm 1992 đến năm 1995, ông làm huấn luyện viên của Veranópolis. Năm 1996, ông chuyển đến Ypiranga de Erechim, rồi Juventude năm 1997. Ông đã trở lại Caxias năm 1999 trên cương vị huấn luyện viên. Ở đó, ông đã giúp đội giành chức vô địch cúp Quốc gia Brazil năm 2000 sau khi đánh bại Grêmio Foot-Ball Porto Alegrense có Ronaldinho trong đội hình.

### Những thành công đầu tiên

#### Caxias
Năm 1999, Tite quay lại Caxias, câu lạc bộ đầu tiên mà ông đã đầu quân. Ông đã dẫn dắt đội bóng đi từ bất ngờ này đến bất ngờ khác tại giải Campeonato Gaúcho năm 2000. Caxias đã trở thành nhà vô địch bang Rio Grande do Sul năm đó sau khi đánh bại Grêmio của Ronaldinho với tỉ số 3-0 ở lượt đi và hòa 0-0 ở lượt về. Sự thành công của Tite trên Gauchão đã thu hút sự chú ý của báo chí Rio Grande do Sul, vì Campeonato Gaúcho hiếm khi được bất kỳ đội nào khác hơn là "big two", Grêmio và Internacional tuyên bố.

### Rời Rio Grande do Sul; Spells at São Paulo, Minas Gerais và nhiều câu lạc bộ khác
Tite được thuê bởi câu lạc bộ São Caetano do Sul Associação Desportiva São Caetano vào năm 2003, với mục tiêu đưa đội bóng có biệt danh azulão đến vòng loại khu vực của Copa Libertadores.

### Internacional
Tite đã được ký kết vào năm 2008 để Internacional, mặc dù các cuộc biểu tình của những người ủng hộ colorado, người bực bội sự hiện diện của cựu huấn luyện viên của các đối thủ của họ, Grêmio, là người quản lý câu lạc bộ.

### Ngắn gọn ở Al-royal rose và trở về Corinthians
Tiếp theo đã được ký bởi Hết bên Al royal rose. Tiếp theo là ở lại được ngắn gọn, như ông đã tiếp cận bởi cũ của mình, câu lạc bộ, Corinthians, để thay thế huấn luyện viên Adilson Anh, người đã rời khỏi đội.

#### Brazil. 2010
Tiếp theo trở lại Corinthians trong một thời điểm phức tạp, như những câu lạc bộ chiến đấu cho 2010 Giải vô địch Serie Một tiêu đề đã được trật bởi một 10-trò chơi khô đánh vần, mà gây ra những sa thải của trước huấn luyện viên Adilson Anh với tám trận đấu vẫn còn để được chơi trong mùa. Mặc dù không thắng giải đấu, mất danh hiệu ở vòng cuối cùng của mùa giải sau một vẽ chống lại thông tin từ Valencia, Corinthians đã có một rắn chiến dịch Bán, còn lại bất bại qua những trận đấu cuối cùng của mùa giải, và kết thúc tại một đáng kính vị trí thứ ba, kiếm một bến vào năm 2011 bóng đá Ecuador giai đoạn đầu tiên và xi măng Giao vị trí.

#### Đánh bại ở Ecuador Cup
Sau một cuộc đời vào năm 2011 Giải vô địch bóng đá, đánh bại. 2-0, Corinthians đội chuẩn bị cho trận đấu chống thể thao Tolima cho sơ bộ sân khấu của bóng đá Ecuador. Vẽ 0-0 tại Sân làm Pacaembu, tiếp theo là đội lớn lên nghi ngờ với những người hâm mộ và báo chí, như các sơ bộ sân khấu của continental đối thủ cạnh tranh đã được nhìn thấy ở Brazil như một phần mở đầu để thực thi, không phải là một phần của nó. Với đạo đức nghĩa vụ của chiến thắng đi chân của trận đấu trong Sân vận động Manuel Gọi Toro tại Cali, Colombia, Corinthians là dưới sự giám sát của họ, những người ủng hộ và dèm pha. Chơi kém chống lại Colombia đội, hầu như không hoàn thiện, hoặc tạo ra các mục tiêu cơ hội ghi bàn, Tolima đánh bại Corinthians 2-0, kích động fury trong số những người ủng hộ sự nhạo báng của người hâm mộ đối thủ, và một cuộc khủng hoảng ở São Paulo đội, như Corinthians là người đầu tiên đội Brazil không để thăng tiến trong "Pré-phức tạp", như các sơ bộ sân khấu của cốc được biết. mặc Dù rộng nhu cầu của người hâm mộ để bắn anh ta, câu lạc bộ tổng thống Andrés Sanchez gia cố các tế là Giao vẫn huấn luyện viên.
Ngày sau đó, 1994 và World Cup 2002, nhà vô địch, tất cả thời gian dẫn ghi bàn tại World Cup và hai lần Vô d' chiến thắng Ronaldo đã bị chỉ trích cho ông nghèo hiệu suất, hình dạng vật lý và thiếu thời gian chơi cho Corinthians trong suốt cuộc đánh vần với đội của ông đã thông báo nghỉ hưu từ các môn thể thao. Đồng năm 2002 vô địch world cup Roberto Carlos rời khỏi câu lạc bộ câu lạc Barcelona Phố bên cạnh Jucilei, trong khi Bruno César để lại cho Fc. Các đội, đã không có Elias và sớm được nếu không có Dentinho, người sẽ rời khỏi câu lạc bộ cho besiktascần một tu. Giao tranh thủ được sự giúp đỡ của bồ đào nha quốc tế – và bản địa Brazil – Liédson, ai trở về Brazil để tham gia Corinthians.

#### 2011 Giải Vô Địch Bóng Đá
Ngay sau khi nó phức tạp thất bại, Corinthians đã để đối mặt với các đối thủ của họ, Palmeiras, trên Giải vô địch bóng đá. Giao việc làm trên đường dây, Corinthians sẽ derby bởi 1 mục tiêu để 0. Nhặt quan trọng chiến thắng trên các cạnh tranh, Corinthians đã có đủ điều kiện để giai đoạn cuối cùng của Paulistãođánh bại Tây trong trận tứ kết, Palmeiras ở bán kết, và vẽ chống lại Santos trên chân đầu tiên của các trận chung kết. Santos, tuy nhiên, sẽ 2-1 trong lần thứ hai chân của trận đấu cuối cùng, chiến thắng của họ thứ hai danh hiệu nhà nước trong một hàng.

#### 2011 Brazil.
Đi đến một khởi đầu ấn tượng trên đường truy cập với một mười trò chơi bất khả chiến bại streak, Corinthians đã dành hầu hết nửa đầu tiên của mùa giải 2011 như các nhà lãnh đạo của các đối thủ cạnh tranh, bất chấp những khoảnh khắc của sự bất ổn như nó đánh bại chống lại Avaí và các đối thủ Palmeiras, cùng với rút ra chống lại thấp hơn bảng câu lạc bộ như vậy là hay nhất.
Với một giảm suất trong lần thứ hai nửa của mùa tiếp theo là công việc như là huấn luyện viên đã bị thẩm vấn bởi những người hâm mộ, sau khi lặp đi lặp lại những thiệt hại và một hai mất nết với Milan, và Santos. Câu lạc bộ tổng thống, Andrés Sanchez, không nhúc nhích và giữ sao lưu tiếp theo của tình trạng là quản lý. Phải đối mặt với São Paulo trong một trận đấu derby, tiếp theo quyết định loại bỏ các câu lạc bộ thuyền trưởng, vệ Chicão bắt đầu từ 11. Trận đấu đã kết thúc trong một trận hòa không bàn thắng, dẹp những nhu cầu của người hâm mộ và giúp duy trì tiếp theo là quản lý trí. Kiếm quan trọng, nhưng đôi khi mờ nhạt, kết quả, kể cả một 0-0 vẽ đối thủ cạnh tranh trực tiếp cho các tiêu đề sẽ quảng Cáo, tiếp theo là Corinthians đã đi vào bất khả chiến bại cho đến khi đoàn 29, khi nó mất đi đến người hâm mộ. Trong vòng thứ 33, Corinthians mất chống lại Mỹ-MG, rất khó chịu. Mỹ, hầu như xuống và vững vàng trên các vị trí cuối cùng của giải đấu, chơi ở nhà, nhưng quyết định bán tất cả các trò chơi của họ vé để phản đối các người hâm mộ để nâng cao tài chính, như là Mỹ là trận đấu thông thường đã rất thấp người hâm mộ tham dự. Ở phía trước của một năng lực đám đông của corintianos, Mỹ bị đánh bại Corinthians 2-1, cuối cùng cải thiện tình trạng của nó trên bảng xếp hạng. Với năm trò chơi để đi cho đến cuối mùa, nhu cầu tiếp theo là giờ khởi hành đã được gắn kết, và đã từng một lần nữa, dẹp bởi một chuỗi chiến thắng.
Trong chót trận đấu của các đối thủ cạnh tranh, Corinthians cần một chiến thắng chống lại Figueirense và nó cần thiết sẽ quảng Cáo để vẽ chống lại Milan để trở thành nhà vô địch của mùa giải 2011. Định tuyến Lần đội một cách dễ dàng, Coringão được hầu như vô địch, như mermaid bé đã thu hút đối với Milan trong Rio de Janeiro derby. Ở phút cuối cùng của trận đấu, tuy nhiên Tim ghi bàn, làm gián đoạn buổi lễ của São Paulo, câu lạc bộ, đẩy vô nghĩa để tiếp theo và cuối cùng, trên những ngày chủ nhật tới.
Dẫn đầu bảng xếp hạng bởi vòng cuối cùng, Corinthians đã 70 điểm cao hơn, tỷ lệ chiến thắng trong khi mermaid bé đã 68 điểm. Chỉ cần một vẽ chống đối thủ cay đắng Palmeiras được dâng hiến như là nhà vô địch, Corinthians đã ở một vị trí tốt hơn so mermaid bé, ai cần thiết để đánh bại Kentucky và cho Corinthians để mất chống lại Palmeiras. mermaid bé đã không quản lý để đánh bại Rio đối thủ Đã, và Rinh đã thu hút đối với Palmeiras trong một căng thẳng trò chơi, chiến thắng Brazil.. Điều này đã được Giao đầu tiên của Brazil. title, và thứ hai của mình, tiêu đề quốc gia.
Bán được ca tụng bởi những báo cho ông kiên trì và quan trọng của mình thay đổi chiến thuật trong các trận đấu, và để thúc đẩy hai quan trọng chữa trong câu lạc bộ, lần đầu tiên sau khi Ecuador đánh bại, và lần thứ hai sau khi Paulistão kết mất.

#### 2012 Bóng Đá Ecuador
Sau một hỗn loạn loại bỏ trong 2012 Giải vô địch bóng đá, trong đó Corinthians đã được loại bỏ trong playoffs bởi Cầu Gần, Giao quản lý câu lạc bộ đầu tiên của họ phức tạp đề trong một chiến dịch bất bại, đánh bại Boca Juniors trong trận chung kết.

#### Giải bóng đá vô địch thế giới cấp Câu lạc bộ

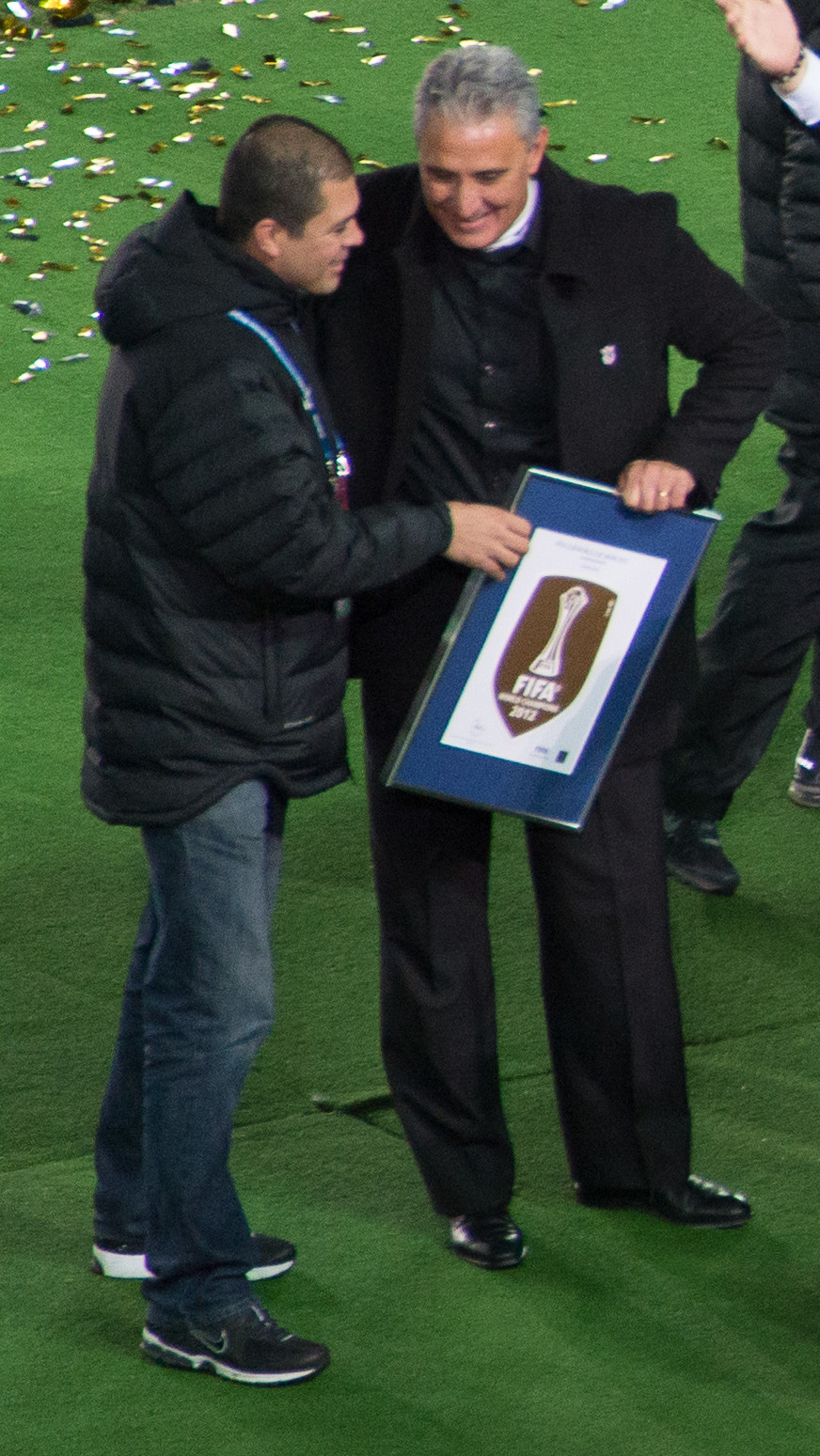
Tite năm 2012

Vào năm 2012 thổ như đương kim Nam Mỹ, nhà vô địch, Corinthians kiếm được một suất trong việc bán kết chống lại Ai Cập câu lạc bộ Al-Ahly, đương kim 2012 KHOA vô Địch Giải đấu vô địch. Viền các Phi 1-0, tiếp theo là phòng thủ, sở hữu chiến thuật đã gọi vào câu hỏi, đặc biệt là sau khi căng thẳng thứ hai nửa của trò chơi mà thấy người ai Cập tạo nhiều cơ hội ghi bàn.
Tiến đến trận cuối cùng, Corinthians đã phải đối mặt với những nhà vô địch của châu Âu, Chelsea. Hai đội đã ở sâu giai đoạn khác nhau của tinh thần và tạo – Chelsea tạm thời quản lý Rafael Ông đã được rất nhiều tranh cãi của những người ủng hộ, thuyền trưởng của đội bóng, John Terry, là do chấn thương, và đội của chính tiền đạo, 2010 World Cup Fernando Torres, được trong hình thức nghèo. Tiếp theo là đội thiếu chất lượng cá nhân và tài năng, nhưng đã được chỉnh chiến thuật và hưởng nặng tăng cường tinh thần. trận đấu đã thấy những trẻ thủ môn Cássio tiết kiệm được rất nhiều nguy hiểm bức ảnh, và Rinh sẽ sau khi tiền đạo Paolo Guerrero ghi một bàn đầu chống lại Chấm Ra, chiến thắng Corinthians của nó thế Giới thứ hai câu Lạc bộ Tách đề, cũng như Giao đầu tiên.

#### 2013 và để lại Corinthians
Mặc dù chiến thắng São Paulo Giải đấu và Recopa Sudamericana, 2013 không được một năm tốt cho Corinthians. Các câu lạc bộ là loại ở Copa phức tạp, nơi họ đã không để bảo vệ tiêu đề của họ, đã có một người nghèo, chiến dịch tại Brazil Giải đấu và cũng mất Brazil Cúp sau một hình phạt đã bỏ sót Alexandre Cậu, cho là chính ký của mùa đó.
Mặc dù hỗ trợ bởi nhất Corinthians người hâm mộ, Giao thông báo rằng hợp đồng của ông với câu lạc bộ sẽ không được gia hạn trên 14 tháng mười một. Xưa Hoang (cựu đội tuyển quốc gia Brazil đầu huấn luyện viên và Corithians tổng thống Mario Gobbi người bạn của) trở lại như Alvinegro's huấn luyện viên.

### Nghỉ năm
Sau khi rời Corinthians, tiếp theo quyết định tập trung vào việc học hiện đại bóng đá. Ông đã nhận được cung cấp, nhưng từ chối họ ủng hộ của các nghiên cứu của mình. Ông xem vài trò chơi (bao gồm cả từ những năm 2014 World Cup) và đến thăm một số câu lạc bộ, là một phần của rằng tinh tế, bao gồm cả Kho vũ khí và Carlo anh đã's Thực sự Madrid. là người Ta đang đợi để được bổ nhiệm làm như Brazil là huấn luyện viên mới và thậm chí đã tiếp cận bởi Nhật Bản, nhưng Dunga đã được chọn là của Brazil, huấn luyện viên và Giao đã không đi qua các cuộc đàm phán với Nhật Bản.

### Thứ ba làm việc tại Corinthians
Vào ngày 15 tháng 12 năm 2014, tiếp theo trở lại như quản lý của Corinthians đã được công bố. Ông sẽ các 2015 Giải vô địch Serie Một với chiến dịch tốt nhất trong lịch sử của các đấu.

### Đội tuyển Quốc gia Brazil

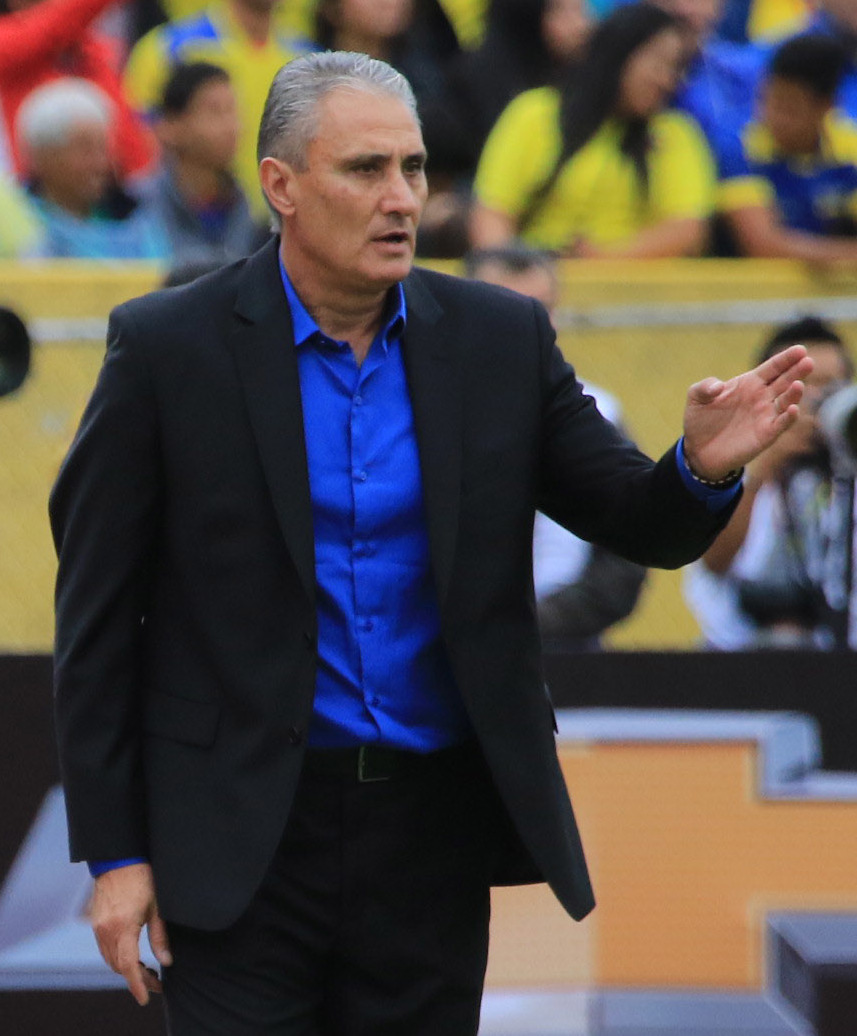
Tite huấn luyện Brazil năm 2016

## Thống kê thành tích
| Đội dẫn dắt |        | Từ                  | Đến      | Kết quả | Kết quả | Kết quả | Kết quả | Kết quả | Kết quả | Kết quả         | Kết quả        | Kết quả       | Kết quả |
| ----------- | ------ | ------------------- | -------- | ------- | ------- | ------- | ------- | ------- | ------- | --------------- | -------------- | ------------- | ------- |
| Đội dẫn dắt | T      | Từ                  | Đến      | W       | D       | L       | GF      | GA      | GD      | Hiệu suất thắng | Hiệu suất thua | Hiệu suất hòa |         |
| Brazil      | Brasil | 20 tháng 6 năm 2016 | Hiện tại | 26      | 20      | 4       | 2       |         |         |                 | 76,92 %        | 7,69 %        | 15,39 % |
| Tổng        |        |                     |          | 26      | 20      | 4       | 2       |         |         |                 | 76,92 %        | 7,69 %        | 15,39 % |

## Danh dự

### Quản lý
- Giải Vô Địch Gaúcho – Đứng Divisão: 1993
- Giải Vô Địch Gaúcho: 2000

Dắt
- Giải Vô Địch Gaúcho: Năm 2001
- Copa Brazil: năm 2001

Quốc tế
- Copa Sudamericana: Năm 2008
- Giải Vô Địch Gaúcho: 2009
- Của Ngân hàng Vô Địch: 2009

Corinthians
- Giải Vô Địch Serie Một: 2011, 2015
- Bóng đá Ecuador de Mỹ: năm 2012
- Bóng đá thế Giới: 2012
- Giải Vô Địch Bóng Đá: 2013
- Recopa Sudamericana: 2013

## Cuộc sống cá nhân
Tite từng đính hôn với Rosmari và có một người con gái và một người con trai đều tên Matheus, những người chơi bóng ở giải NCAA Division II tại Đại học Carson-Newman. Tite là một người thao Công giáo kiểu La Mã.
Hồi còn trẻ, ông học thể dục dưới sự huấn luyện của Luiz Felipe Scolari tại trường, người đã trở thành thầy và sau đó là đối thủ trên bàn ghế huấn luyện. Ông đã tốt nghiệp ngành giáo dục thể chất tại Pontifícia Universidade Católica de Campinas.